# Alessandro Sortino
Alessandro Sortino (Roma, 14 dicembre 1969) è un giornalista, personaggio televisivo, autore televisivo e conduttore radiofonico italiano.

## Biografia
È figlio di Sebastiano Sortino, dal 2005 al giugno 2012 direttore della "Commissione per i Servizi e i Prodotti" dell'Autorità per le Garanzie nelle Comunicazioni, e, in precedenza, direttore generale della Federazione Italiana Editori Giornali dal gennaio 1977. Ha studiato Giurisprudenza ma ha lasciato a cinque esami dalla laurea. Giornalista professionista, ha incominciato la sua carriera nel 1995 scrivendo sul settimanale Vita, diretto da Riccardo Bonacina, e collaborando con la cronaca di Roma del quotidiano la Repubblica.
Nel 1998 ha intrapreso l'attività radiofonica, divenendo redattore di Radio Capital. Ha ideato e condotto diversi programmi di approfondimento e satira (Salotto Termini, Scandali al sole) e nel 1999 ha vinto il Premio Penne pulite con Diario di guerra, programma incentrato su storie di vita dalla Serbia e dal Kosovo. Il successo di queste trasmissioni ha indotto Davide Parenti, autore del programma televisivo Le Iene, a proporre il passaggio televisivo a Sortino, inviato e coautore del programma dall'edizione 2000/2001 fino al gennaio 2008.
Per il cinema ha firmato insieme con l'amico Filippo Roma il soggetto e la sceneggiatura del cortometraggio Sempre i soliti (titolo originale Topi d'appartamento, 1997), diretto da Mario Monicelli. Nel 2007 ha vinto il Premio giornalistico televisivo Ilaria Alpi nella sezione dedicata ai temi del lavoro. Nel 2012 una giuria di critici gli ha attribuito il Premio giornalistico televisivo Ilaria Alpi per un servizio sull'Ilva di Taranto andato in onda su Piazzapulita. Nel 2012 gli è stato conferito, per la sua attività giornalistica, il Premio Borsellino.
Nel mese di gennaio 2008 Alessandro Sortino ha rassegnato le dimissioni da Le Iene, lamentando una censura dall'editore (gruppo Mediaset) sul servizio dedicato alla famiglia Mastella, in seguito all'arresto di Sandra Lonardo, moglie del ministro della giustizia Clemente Mastella e alle conseguenti dimissioni del ministro che porteranno alla caduta del Governo Prodi II. Il servizio non è mai andato in onda. Su internet è stato diffuso uno spezzone di un filmato di Sky TG24 nel quale Elio Mastella, il figlio di Clemente, accusa Sortino di essere raccomandato dal padre membro dal 2005 al giugno 2012 dell'Authority per le comunicazioni. Negli anni successivi lavora per LA7 e Rai 3. Il 18 giugno 2014 passa a TV2000 perché chiamato dal nuovo direttore di rete Paolo Ruffini a ricoprire i ruoli di vicedirettore e direttore creativo. Nel 2016 crea il programma Nemo - Nessuno escluso, condotto da Enrico Lucci. Da settembre 2024 torna a Le Iene.

## Vita privata
Alessandro Sortino è sposato dal 2001 con Cecilia e ha due figli. Si professa cattolico..

## Televisione

### Autore e conduttore
- Le Iene (2000-2008, 2024-in corso)
- B.R.A. - Braccia rubate all'agricoltura (2004)
- Agli antipodi del burqa (2005)
- Matrix (2005-2006)
- Exit - Uscita di sicurezza (2007-2011)
- Malpelo (2008)
- Presa diretta (2009-2011)
- Exit files (2010)
- Piazzapulita (2011-2012)
- Beati voi (2015)
- Nemo - Nessuno escluso (2016-2017)
- Popolo sovrano (2019)
- FarWest (2023-2024)
- Bel tempo si spera

## Cinema
- Topi d'appartamento, regia di Mario Monicelli - cortometraggio (1997)

## Opere
- Il Dio nuovo, Milano, Rizzoli, 2024, ISBN 978-88-17-18421-2.